# Hàn Ai hầu
Hàn Ai hầu (chữ Hán: 韓哀侯, trị vì 376 TCN – 374 TCN), là vị vua thứ tư của nước Hàn - chư hầu nhà Chu thời Chiến Quốc trong lịch sử Trung Quốc.
Ai hầu tên thật là Hàn Đồn Mông (韓屯蒙), là con trai của Hàn Văn hầu. Năm 377 TCN, Hàn Văn hầu mất, Đồn Mông lên nối ngôi, tức là Ai hầu.

## Trị vì
Từ năm 403 TCN, Chu Uy Liệt Vương đã chính thức phong cho 3 nhà Hàn, Triệu, Ngụy làm chư hầu ngang hàng với vua Tấn. Từ đó trên lãnh thổ nước Tấn cũ có 4 nước cùng tồn tại là Tấn, Hàn, Triệu, Ngụy. Năm 376 TCN, Hàn Ai hầu cùng Triệu Kính hầu và Ngụy Vũ hầu phế truất Tấn Tĩnh công, diệt nước Tấn, lấy đất đai chia ba.
Năm 374 TCN, Hàn đem quân đánh nước Trịnh và tiêu diệt nước Trịnh. Sau đó ông thiên đô đến Tân Trịnh (nay là Hà Nam). Lãnh thổ nước Hàn từ đó được mở mang bao gồm miền đông nam Sơn Tây và miền Trung Hà Nam.

## Bị giết
Về cái chết của ông, sử sách ghi chép khác nhau. Theo Tư trị thông giám, Hàn Ai hầu phong Hàn Khôi làm tướng quốc, đại phu Nghiêm Toại ghen ghét Hàn Khôi. Năm 374 TCN, Toại sai sát thủ Triệu Trung Thứ mưu sát Hàn Khôi, Khôi trốn đến tố cáo với Ai hầu. Kết quả là Trung Thứ giết luôn cả Ai hầu.
Còn theo Sử ký, Hàn thế gia, Ai hầu bị đại phu Hàn Nghiêm giết chết. Trúc thư kỉ niên thì ghi là ông bị tướng quốc là Hàn Sơn Kiên giết.
Sau khi ông chết, con ông là Hàn Ý hầu (còn gọi là Hàn Trang hầu) nối ngôi.